# 佐藤佑介 (1982年生)
佐藤 佑介（さとう ゆうすけ、1982年8月29日 - ）は、日本の元俳優。所属事務所はキューブだった。

## 来歴
新潟県上越市出身。新潟県立高田高等学校卒業。
2002年にジュノン・スーパーボーイ・コンテストの最終候補に残り、そのことからデビューした。
2009年、事務所を退社して芸能界を引退。現在は故郷新潟の企業に勤務している。

## 人物
- 血液型A型。
- 趣味は野球、ラクロス、スキー、読書、音楽鑑賞。

## 主な出演作品

### ドラマ
- ライオン先生（日本テレビ系）
- ごくせん 第2シリーズ（2005年、日本テレビ系） 坂口佑介 役
- アストロ球団（テレビ朝日系） カミソリの竜 / 高雄球六 役
- バンビ〜ノ!（日本テレビ系）
- 愛の劇場 温泉へGo!（2008年、TBS系）
- 新・科捜研の女 第8シリーズFile.8（2008年、テレビ朝日系） - 藤森亘 役
- リセット（読売テレビ） ケンタロウ 役
- BOSS第9話（フジテレビ）
- 新・警視庁捜査一課9係第6話(テレビ朝日) - 小原 役

### 映画
- 8.1(2005年、ポニーキャニオン)仲村紘一 役
- ごくせん THE MOVIE(2009年、東宝)坂口佑介 役